# Petrel-mergulhador-de-magalhães
A Pardela-mergulhadora-de-magalhães ou Petrel-mergulhador (nome científico: Pelecanoides magellani) é uma espécie de ave da família Procelariidae. Ocorre em torno das costas do sul da América do Sul. Estas aves nidificam em colônias em ilhas. Um ovo branco é colocado em uma toca no gramado ou no solo macio.